# 동방문화첩 ~ Shoot the Bullet
《동방문화첩 ~ Shoot the Bullet》(일본어: 東方文花帖 〜 Shoot the Bullet.)은 동방 프로젝트의 첫 외전 작품이자, 상하이 앨리스 환악단이 제작한 게임이다.